# 존 카슨 페비거
존 카슨 페비거(John Carson Febiger, 1821년 2월 14일 ~ 1898년 10월 9일)는 미국 해군 소장으로, 남북 전쟁 당시 북군에서 복무했다.
페비거의 아버지는 미국 독립 전쟁 당시 지휘관 크리스티안 페비거에게 입양되었다. 고로 존 페비거는 크리스티안 페비거의 의붓손자가 된다. 페비거는 1838년 9월 14일에 오하이오주에서 장교 후보생(midshipman)으로 해군에 임관했다.
1868년, 제너럴셔먼호 사건의 사후 조사를 위해 페비거는 평양에 찾아왔다.